# Ganóchora
Ganóchora, en grec moderne : Γανόχωρα, est un village du dème de Kateríni, de Macédoine-Centrale en Grèce.
Selon le recensement de 2011, la population du village s'élève à 799 habitants.